# Ochotnica (rzeka)
Ochotnica – rzeka, dopływ Dunajca. Za jej górny bieg uważany jest potok Forędówka, dolny bieg zaczyna się od ujścia potoku Furcówka. Jest ciekiem 3 rzędu i ma długość 22,776 km. Cała zlewnia Ochotnicy znajduje się w Gorcach i ma powierzchnię 109 km². Na swej długości rzeka przyjmuje ponad 20 dopływów, prawobrzeżnych spod Pasma Lubania i lewobrzeżnych z głównego grzbietu Gorców. Średni spadek wynosi 33 m/km. Przepływa przez miejscowości Ochotnica Górna i Ochotnica Dolna i na wysokości 385 m uchodzi do Dunajca jako jego lewy dopływ. Ujście do Dunajca należy administracyjnie do Tylmanowej.
Główne dopływy Ochotnicy w kolejności biegu rzeki, to:
- lewe: Jaszcze[6], Jamne[7], Błaszczki[8], Majdowski Potok[9], Skrodzieński Potok[10], Gorcowski Potok (Potok Gorcowy)[11], Młynne[12];
- prawe: Furcówka[2], Potok Ciepielowski[13], Mostkowy Potok[14], Groniowski Potok[15], Jurkowski Potok[16], Kudowski Potok[17], Szymanowski Potok, Saskówka[18], Lubański Potok[19], Gardoński Potok[20] (Gardoniewski), Rolnicki Potok[21], Jańczurowski Potok[22], Brysiowski Potok[23].

Potoki te tworzą boczne doliny. Charakterystyczną cechą jest, że doliny lewoboczne (pod Pasmem Gorca) są głębsze (mają średnią głębokość 200–300 m) od dolin prawobocznych pod Pasmem Lubania, które mają średnią głębokość 150–200 m.
Wskutek dużego spadku rzeka tworzy liczne wodospady i progi, szczególnie w górnej części. W górnym biegu jej koryto jest wąskie, potem znacznie rozszerza się, u ujścia potoku Młynne i Szymanowski osiągając szerokość 120 m. Rzeka wykazuje silne działanie erozyjne. Po większych opadach atmosferycznych lub przy gwałtownym topnieniu śniegów jej wody transportują ogromne ilości ziemi i kamieni i mają ogromną siłę niszczącą. Największe powodzie miały miejsce w latach 1870, 1882, 1894, 1913, 1934, 1958, 1970, 1997, 2009, 2014 i 2018.
Nazwa rzeki jest bardzo stara. W formie Ochodnik istniała jeszcze przed formalną lokacją wsi Ochotnica. Prawdopodobnie pochodzi od słowa „obchodzić”, czyli skracać drogę. Istniała wówczas kiepska polna i leśna Droga Knurowska. Chodzili nią handlarze koni ze Starego Sącza na Podhale.

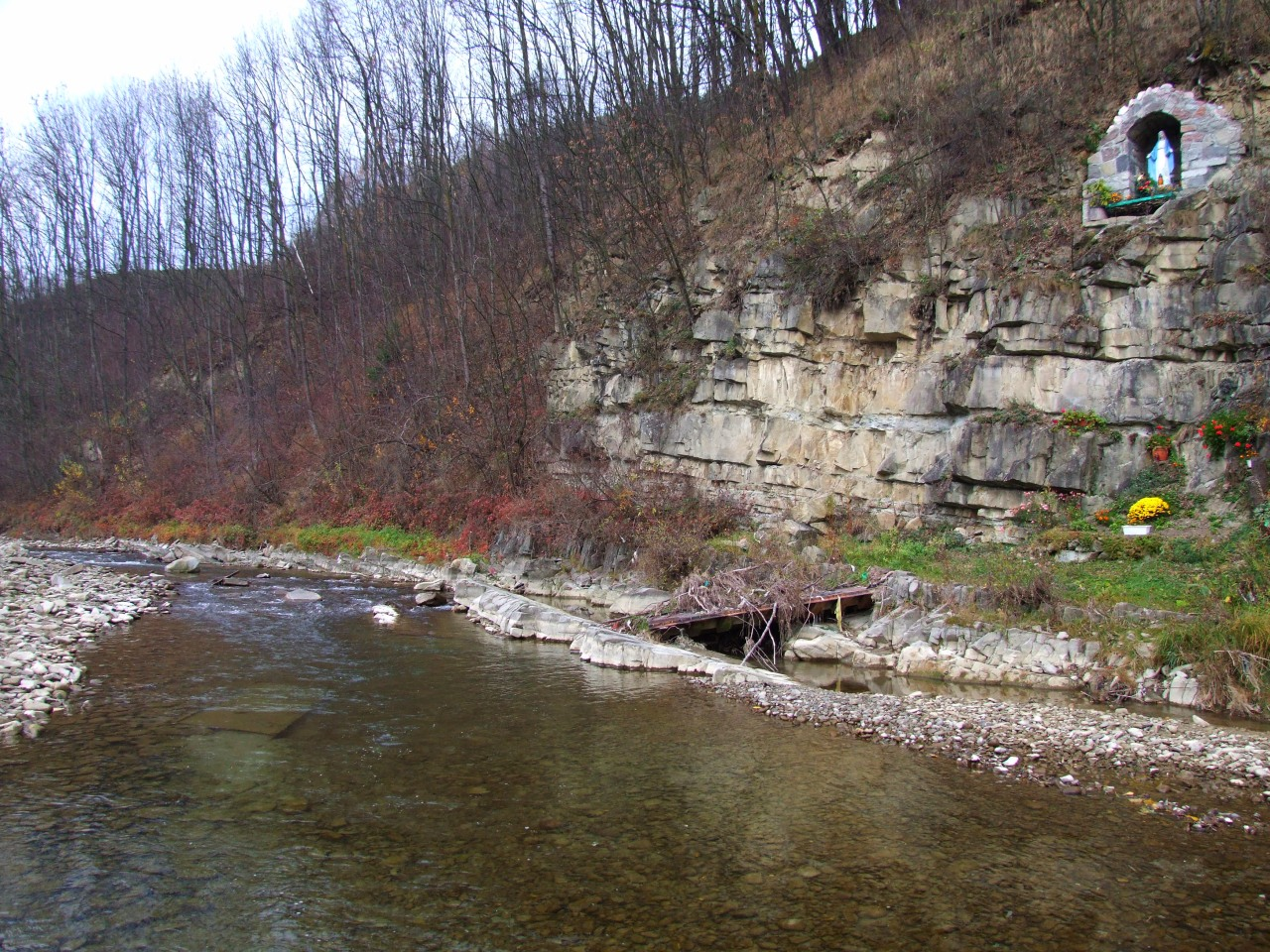
Skarpa na lewym brzegu rzeki